# Panzerfaust
Il Panzerfaust (in tedesco: Pugno Corazzato) è stata un'arma controcarri personale monouso funzionante sulla base del "principio Davis" o della contromassa. Infatti non era un lanciarazzi bensì un piccolo lanciagranate utilizzato contro i carri armati, consistente in una testata a carica cava controcarri di grande diametro inserita in tubo di calibro molto inferiore che recava anche il congegno di sparo e gli organi di mira, entrambi di concezione estremamente semplice.
Veniva impiegato dai soldati delle potenze dell'Asse durante la seconda guerra mondiale contro i carri alleati.

## Sviluppo
Nel 1942 la Wehrmacht si era resa conto della superiorità dei mezzi corazzati sovietici sul fronte orientale, contro i quali i soldati tedeschi si erano trovati spesso in difficoltà per la mancanza assoluta di armi controcarri portatili, in grado cioè di essere utilizzate agevolmente da un singolo uomo. Carri armati come il T-34 o il KV-1, schierati in gran numero dall'Armata Rossa, potevano essere abbattuti solamente dai cannoni anticarro pesanti e se i Panzer tedeschi stavano rapidamente migliorando le loro capacità con l'introduzione di nuovi e più potenti modelli, la fanteria restava priva di difese contro i corazzati sovietici, la cui corazza era immune ai piccoli cannoni PaK 36 ed ai fucili controcarri PzB 39, le armi in dotazione alla fanteria tedesca. 
I soldati al fronte avevano escogitato diversi sistemi artigianali, fra cui la ben nota "geballte Ladung" o "carica concentrata", consistente nell'attaccare 5 o 6 testate delle bombe a mano Stielhandgranate attorno ad una settima bomba e gettare il tutto sotto i cingoli dei carri sovietici; le famose bottiglie Molotov venivano altresì impiegate nella speranza di incendiare il motore dei carri armati nemici immobilizzandoli; successivamente vennero introdotte speciali bombe a mano controcarri (Panzerwurfmine e le mine magnetiche HHL3) e vennero create delle apposite squadre di cacciatori di carri (nel gergo militare tedesco Panzerknacker, "masticatori di carri") addestrati a tali metodi; ma si trattava di applicare tali ordigni direttamente sulla corazza dei carri nemici con il risultato che molto spesso il cacciatore di carri veniva abbattuto dalla fanteria nemica che li accompagnava. Mentre l'industria degli armamenti tedesca, con la consueta meticolosità, sviluppava nuovi modelli di cannoni e razzi controcarri, restava per la fanteria della Wehrmacht la pressante esigenza di un'arma portatile, maneggevole, che permettesse di affrontare le ondate dei carri armati avversari a distanza ragionevolmente sicura e dietro ad una copertura o riparo.  
Apparve subito che le granate a carica cava rappresentavano la soluzione ideale: basando il loro effetto sull'energia termica dell'esplosione, anziché su quella cinetica dei proiettili perforanti usati dai cannoni e fucili anticarro. Inoltre, manteneva la sua capacità perforante a qualsiasi distanza. La Wehrmacht pertanto richiese, a metà del 1942, un'arma che fosse il più semplice ed economica possibile,idonea da produrre in massa, trasportabile ed utilizzabile da un solo uomo oltre alle armi personali, e in grado di affrontare tutti i carri armati allora in servizio.

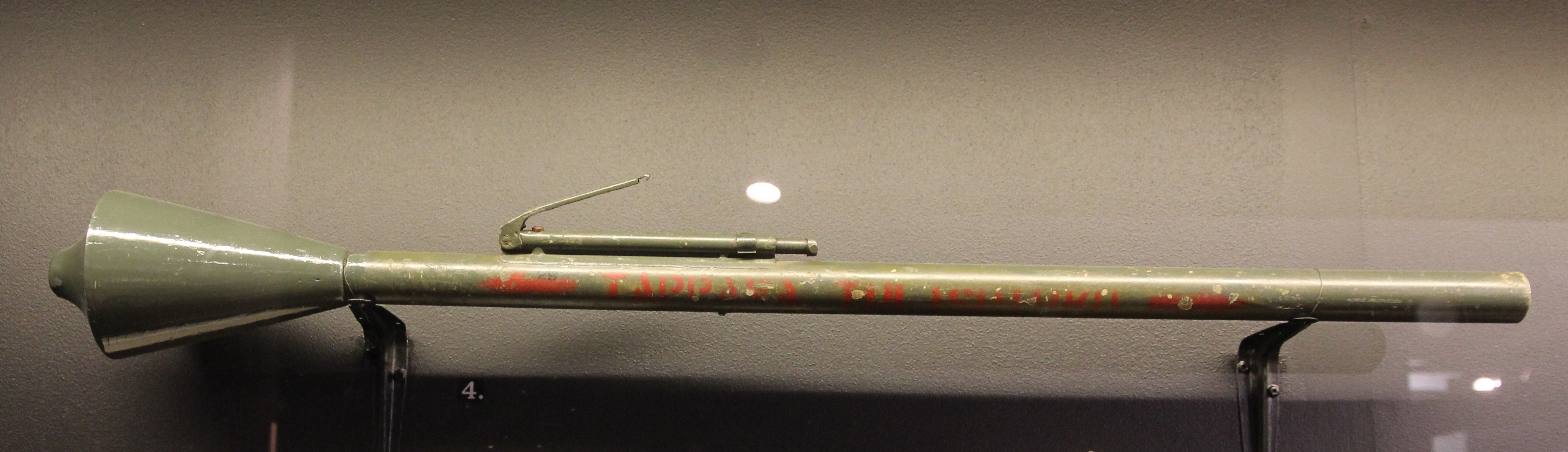
Il primo modello prodotto, la Faustpatrone ribattezzata poi Panzerfaust 30 klein, al museo militare di Hamina.

Rispose alla richiesta la ditta HASAG di Lipsia, una celebre industria di munizioni già tra i maggiori fornitori della Wehrmacht, presentando la Faustpatrone (lett. "cartuccia manuale"), concepita secondo il principio di inserire una granata a carica cava (in tedesco: Hohl-ladung) in un tubo lanciatore di diametro molto più piccolo, per contenere al massimo il peso e l'ingombro. Si trattava di un tubo "usa e getta" di acciaio, di 80 cm di lunghezza e di 33mm di diametro, contenente una cartuccia di 54g di polvere nera che aveva lo scopo di espellere una granata del diametro di 10cm e lunga 36cm, con una testata di 400gr di esplosivo (TNT e Ciclonite) preformato a cavità, in grado di perforare 140mm di acciaio omogeneo a una distanza di 30mt. L'ogiva della granata presentava una caratteristica forma conica, sagomata per garantire l'effetto perforante, e veniva inserita nell'arma dall'operatore mediante un codolo di legno munito di impennaggi stabilizzatori ripiegabili. Il congegno di sparo era una leva in metallo abbattibile, che fungeva anche da rudimentale alzo. Il tutto era lungo (arma completa) 98cm, e pesava 3,2 kg. 

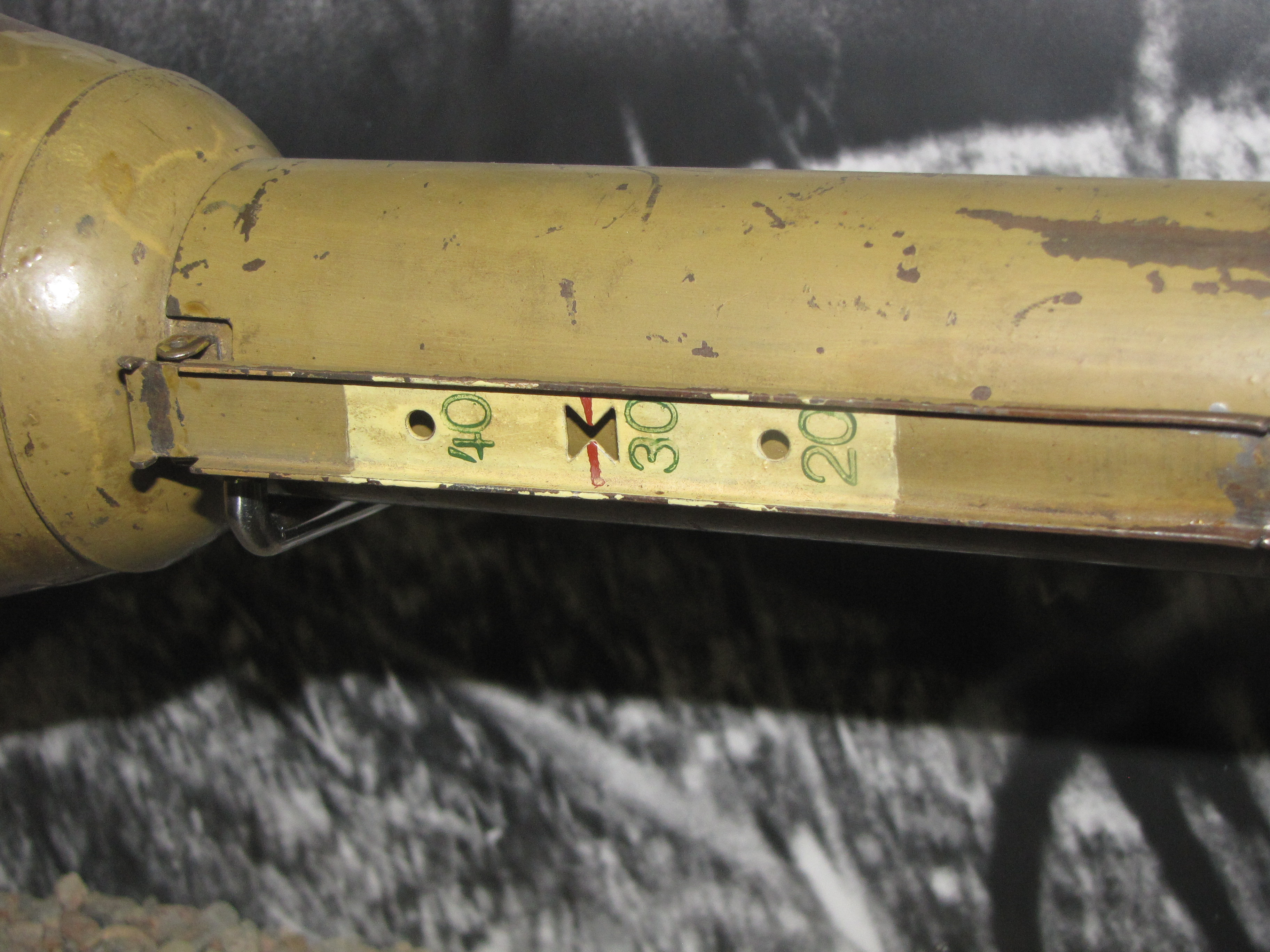
Leva di sicura di un Panzerfaust 30, che fungeva anche da alzo: sollevandola, si liberava il meccanismo di sparo. Notare le tacche di mira graduate da 20 a 40m, con quella centrale da 30 marcata in rosso perché era la distanza d'impiego corretta. Il bersaglio veniva inquadrato allineando la tacca di mira con una linea dipinta sull'ogiva della granata.

L'arma riscosse un immediato successo e alla fine dei test di collaudo fu ribattezzata Panzerfaust 30 Klein, cioè "piccolo" (dove "30" è la gittata in metri), per distinguerlo da una versione ingrandita detta anch'essa Panzerfaust 30 che era nello stesso tempo in fase di studio. Nel 1943 ne vennero ordinati alla HASAG 20.000 esemplari, le cui consegne iniziarono in estate. La versione ingrandita, che montava una testata da 150mm in grado di perforare 200mm di acciaio, apparve sul fronte orientale alla fine del 1943. Successive versioni (Panzerfaust 60 e Panzerfaust 100) con testate più grandi e pesanti (ma sempre agevolmente impiegabili da un singolo operatore) e gittata aumentata rispettivamente a 60 e 100mt apparvero alla metà ed alla fine del 1944. L'arma venne prodotta in molte fabbriche di armamenti, fra cui lo Volkswagen di Fallersleben e a metà del 1944 la produzione sfiorava i 200.000 esemplari al mese. Tutti questi modelli furono impiegati fino al termine del conflitto.

## Caratteristiche dell'arma

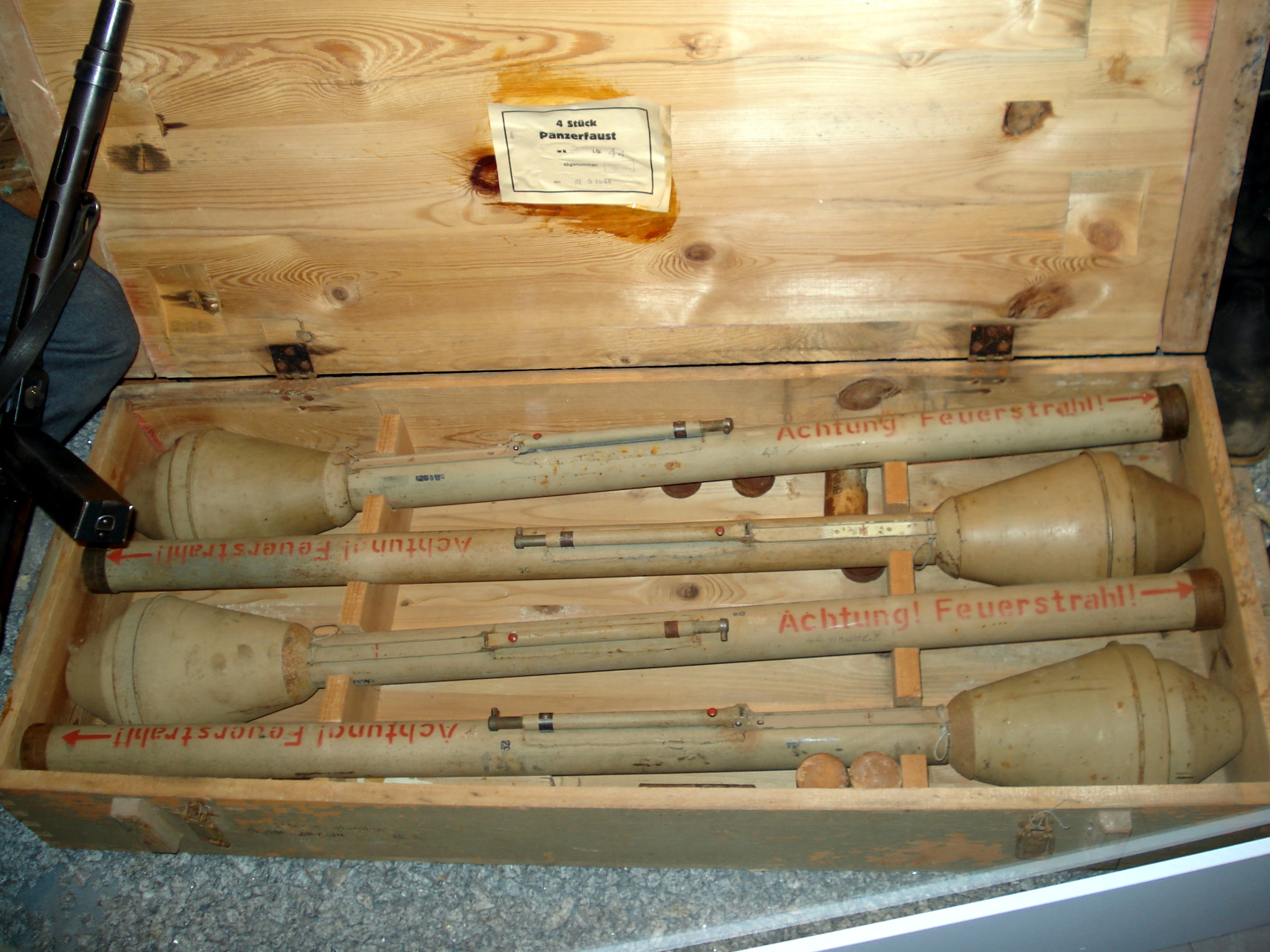
Una cassa originale con quattro esemplari di Panzerfaust 30, come veniva consegnato alle truppe, esposta al museo militare di Helsinki.

Il Panzerfaust era un'arma semplice da usare e poco costosa: funzionava secondo il sistema "Spigot", mediante il quale un proiettile può essere inserito in un tubo di lancio di diametro inferiore mediante un codolo. Il Panzerfaust consisteva semplicemente in un tubo metallico provvisto di una carica di lancio, di una granata a carica cava dotata di una carica di lancio, di un congegno di scatto e uno di puntamento, entrambi estremamente semplici. 
Il funzionamento era il seguente (per la versione Panzerfaust 30): il tiratore rimuoveva la granata dal tubo di lancio, e vi inseriva un detonatore nel codolo per armare la testata a carica cava. Quindi riinseriva la granata nel tubo e rimuoveva la coppiglia di sicurezza. A quel punto, sollevava in verticale la parte mobile del congegno di scatto, poi armava il percussore che sporgeva dall'estremità posteriore del congegno di scatto spingendolo in avanti, cosa che provocava il sollevamento del pulsante di sparo. Quindi, ruotava l'estremità posteriore del percussore, che fungeva da rudimentale sicura, verso sinistra; per sparare, si puntava l'arma verso il bersaglio usando come riferimento una linea dipinta sulla testa della bomba e come alzo il coperchio di sicura del congegno di sparo. Premuto il pulsante di sparo, la carica di lancio esplodeva espellendo la granata che, una volta in volo, spiegava 4 alette per stabilizzare la traiettoria. 

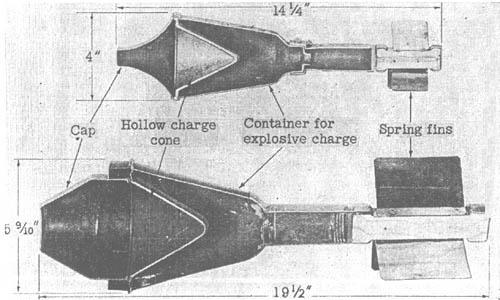
Immagine tratta da una pubblicazione del US Army del 1944 con la vista in sezione delle testate del Panzerfaust 30 Klein (sopra) e del Panzerfaust 30 (sotto). È evidente la forma a "V" della carica esplosiva, necessaria per l'effetto perforante.

I successivi modelli  60 e 100 erano ancora più semplici: bastava armare la granata con la capsula detonante e sollevare la leva incernierata del congegno di scatto e l'arma era già pronta: bastava rimuovere la sicura e premere una leva di sparo anziché un pulsante. Dopo l'uso il tubo di lancio veniva gettato, poiché non era possibile ricaricarlo. La carica di lancio in polvere nera generava fumo ma quasi nessuna vampa di volata e la detonazione era contenuta, cosa certamente molto utile nei combattimenti a distanza ravvicinata. Il rinculo era, almeno nei modelli 30 e 60, quasi inesistente poiché l'arma si basava sul principio della "contromassa": la spinta all'indietro causata dallo sparo era controbilanciata dalla massa della granata che si muoveva in avanti. 

Altra caratteristica positiva dell'arma era che la carica di lancio relativamente modesta consentiva di impiegarla all'interno di edifici senza rischi per il tiratore, cosa invece molto pericolosa con i lanciarazzi anticarro tipo Bazooka o Panzerschreck. Inoltre, a differenza di queste due ultime armi il Panzerfaust non richiedeva un secondo uomo che fungesse da servente.

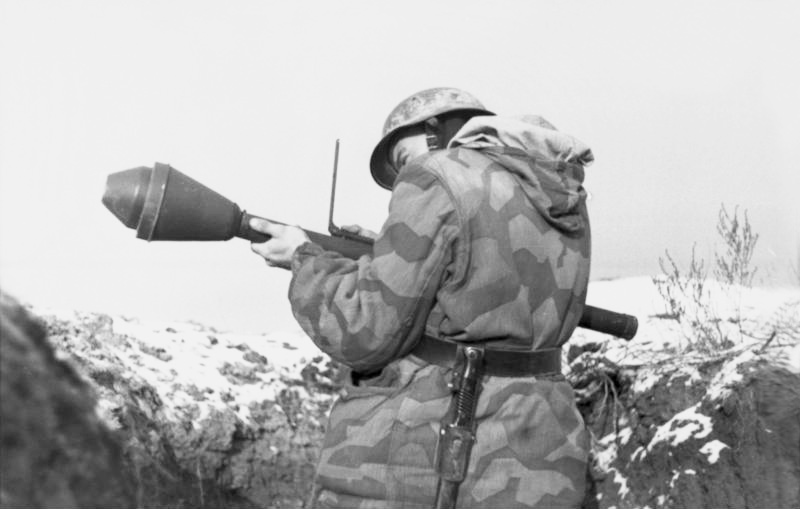
Militare tedesco ritratto in Ucraina nel 1944 mentre si accinge a fare fuoco con un Panzerfaust 30. La posizione di tiro è quella prescritta dal manuale d'uso dell'arma, con il tubo di lancio saldamente premuto sotto il braccio destro, e collimando il bersaglio mediante la leva del congegno di scatto e la linea di mira dipinta sull'ogiva della testata.

### Versioni principali
L'esercito tedesco ne sviluppò ben tre versioni principali: versione '30', '60' e '100'; una versione più avanzata detta '150', con gittata di 150mt e ricaricabile, fu prodotta ma l'Armata Rossa catturò la fabbrica prima che venisse distribuita alle truppe. Non è noto se esemplari di tale versione siano mai stati impiegati operativamente.  Vi era inoltre allo studio una versione detta '250', con impugnature a pistola e doppia carica di lancio, era già progettata e in programma per essere prodotta a partire da agosto 1945 ma il conflitto terminò senza che si concretizzasse.

La versione '100' fu quella prodotta in maggior numero. Essa era in grado di colpire un carro sino a 100 m di distanza e perforarne la corazza spessa 200 mm anche se con angolo d'impatto pari a 30° (dalla verticale).  Venne utilizzato dai Tedeschi nella seconda guerra mondiale, a partire dal 1944, e comprendeva un'ogiva da 100 mm, poi aumentata a 140, capace di perforare 140-230 mm di acciaio, ma solo entro un raggio di 30-100 metri, a seconda della versione. Le versioni con maggiore gittata e con possibilità di ricarica, Panzerfaust 150 e 250, erano allo studio, ma non fecero in tempo ad entrare in linea. Esse anticipavano nell'impostazione concettuale e nel ruolo tattico la famiglia delle celebri armi anticarro per fanteria RPG.

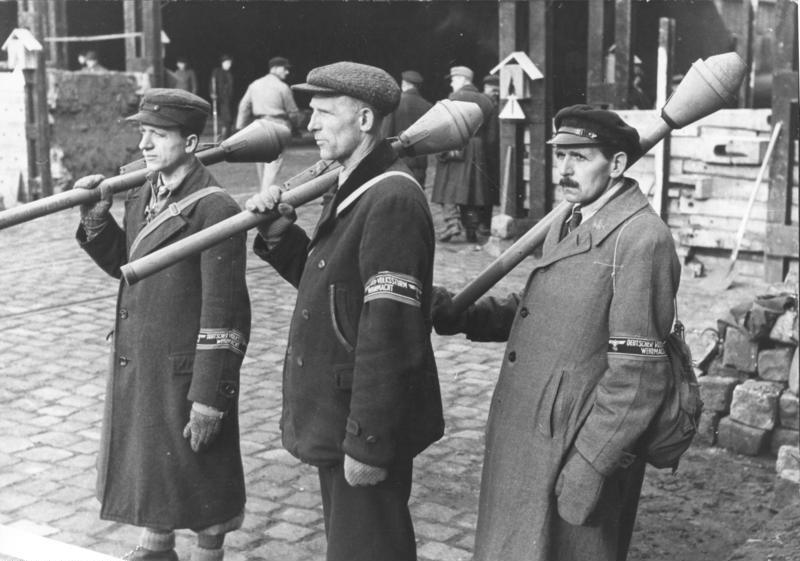
Civili militarizzati appartenenti al Volkssturm ed armati di Panzerfaust 60 a Berlino durante gli ultimi giorni della guerra.

## Impiego operativo
Il Panzerfaust apparve nella prima versione 30 "Klein" nell'autunno del 1943 e nel 1944, con le sue varie versioni prodotte in oltre 8 milioni di esemplari, fu una presenza costante su tutti i fronti dove la Wehrmacht era impegnata. Massicciamente distribuito a tutte le forze armate tedesche, fu consegnato anche a Finlandia, Ungheria e Repubblica Sociale Italiana. Ogni veicolo tedesco trasportava almeno un Panzerfaust e vennero realizzate speciali staffe per montare due esemplari dell'arma perfino sulle biciclette. Era normale, nel 1944, che ogni squadra di fanteria tedesca trasportasse 4 o 5 esemplari e la disponibilità era tale che intere formazioni della sventurata Volkssturm si ritrovarono armate solo di Panzerfaust, che nelle ultime settimane di guerra fu distribuito addirittura a donne e ragazzi. 
Si dimostrò un'arma letale per ogni carro colpito, dato che la sua testata a carica cava (Hohl-Ladung) produceva un getto incandescente in grado di perforare la corazza di ogni tipo di carro armato dell'epoca, dando alla fanteria tedesca la capacità di affrontare ogni carro avversario presente all'epoca, cosa che fino ad allora era possibile solamente con cannoni anticarro pesanti e ingombranti. Si rivelò anche molto efficace contro edifici e bunker. In più, la granata del Panzerfaust produceva un notevole effetto-schegge che ne faceva un'utile arma antipersonale. Nei combattimenti nei centri urbani, che costituivano il suo terreno d'impiego ideale, il Panzerfaust era talmente temuto che divenne normale, negli ultimi mesi di guerra, che la fanteria alleata avanzasse davanti ai carri armati, anziché dietro come di norma, per individuare in tempo eventuali "cacciatori di carri" tedeschi in agguato. Nelle feroci battaglie per le città europee tra il 1944 e il 1945, il tributo imposto dall'arma tedesca alle forze corazzate alleate fu pesantissimo: solo nella battaglia di Berlino, i Panzerfaust distrussero centinaia di carri armati sovietici, inclusi i possenti IS-2.
Il principale difetto di questa rivoluzionaria arma era l'eccessiva vicinanza (nei primi modelli meno di 30 metri) a cui il tiratore si doveva esporre per riuscire a colpire il bersaglio, ma era ampiamente compensato dal valore tattico derivante dalla possibilità di essere impiegato in qualunque condizione, anche dall'interno di edifici, da un singolo operatore senza pregiudicare l'uso delle armi personali. 
il Panzerfaust, in tutte le sue versioni, non fu utilizzato solo dalla Wehrmacht: i movimenti di resistenza delle nazioni occupate dall'Asse impiegarono prontamente tutti quelli che riuscirono a catturare. Nell'insurrezione di Varsavia del 1944 l'arma era comunemente impiegata dall'Armja Krajowa. Stante la grande disponibilità dell'arma, gli Alleati ne catturarono grandi quantità e l'Armata Rossa pubblicò appositi manuali in russo con le istruzioni per l'impiego tra le truppe sovietiche.  
A guerra finita l'Armata Rossa, che dell'arma tedesca ebbe una forte impressione, entrò in possesso del progetto del Panzerfaust 250, il quale spianò la strada per il lanciagranate russo modello RPG-2, molto simile. Dopo il 1945 la Svezia ne produsse una copia pressoché identica (Pansarskott m/45) e così anche la Polonia (PC-100). 

## Dati tecnici
| Modello           | Peso       | Peso del propellente | Ø della testata | Velocità max | Gittata Utile | Capacità di penetrazione | Inizio produzione |
| ----------------- | ---------- | -------------------- | --------------- | ------------ | ------------- | ------------------------ | ----------------- |
| Faustpatrone 30 m | 2,7–3,2 kg | 70 g                 | 100 mm          | 28 m/s       | 30 m          | 140 mm                   | Agosto 1943       |
| Panzerfaust 30 m  | 6,9 kg     | 95–100 g             | 149 mm          | 30 m/s       | 30 m          | 200 mm                   | Agosto 1943       |
| Panzerfaust 60 m  | 8,5 kg     | 120–134 g            | 149 mm          | 45 m/s       | 60 m          | 200 mm                   | Settembre 1944    |
| Panzerfaust 100 m | 9,4 kg     | 190–200 g            | 149 mm          | 60 m/s       | 100 m         | 200 mm                   | Novembre 1944     |
| Panzerfaust 150 m | 6,5 kg     | 190–200 g            | 106 mm          | 85 m/s       | 150 m         | 280–320 mm               | Marzo 1945        |

## Versioni successive
- Panzerfaust 44
- Panzerfaust 3

## Utilizzatori
- Finlandia
- Germania nazista
- Repubblica Sociale Italiana
- Polonia
- Regno di Romania
- Regno d'Ungheria